# سالود کارباجل
سالود اورتیز کارباجل (به انگلیسی: Salud Carbajal) (‎/səˈluːd ˈkɑːrbəhɑːl/‎ sə-LOOD KAR-bə-hahl ; متولد ۱۸ نوامبر ۱۹۶۴) یک سیاستمدار آمریکایی است که از سال ۲۰۱۷ به عنوان نماینده ایالات متحده در حوزه ۲۴ کنگره کالیفرنیا خدمت می‌کند. او یکی از اعضای حزب دموکرات است و ناحیه او سانتا ماریا، سن لوئیس اوبیسپو و سانتا باربارا را پوشش می‌دهد.
کارباخال در مورولون، مکزیک، در سال ۱۹۶۴ متولد شد و به ایالات متحده مهاجرت کرد، در ابتدا به آریزونا، بعدها در آکسنارد، کالیفرنیا، با خانواده اش ساکن شد، جایی که پدرش یک کارگر مزرعه بود.